# Castilhisme
Le castilhisme est le courant politique institué par Júlio de Castilhos dans le Rio Grande do Sul, dans le contexte de la création de la Constitution du Rio Grande do Sul de 1891. Le mouvement a un impact national au Brésil lors de la période 1937-1945, car Getúlio Vargas en est un adepte.
Júlio de Castilhos est élu président (actuel gouverneur) du Rio Grande do Sul en 1891. Il institue la Constitution de l'État, rédigée par lui-même, et approuvée presque inchangée, d'où le surnom de "castilhiste".
La pratique castilhiste est institutionnalisée par Borges de Medeiros  qui introduisit la pratique des réélections successives jusqu'à conduire l'État à la guerre civile au début des années 1920, ce qui nécessite l'intervention du gouvernement fédéral et la réforme de la Constitution (1926) .

## Principes
Le castilhisme a trois principes de base:
1. Choix des gouverneurs basé sur leur pureté morale et non sur leur représentation populaire.
2. En politique, les conflits entre partis politiques doivent être éliminés et seule la vertu doit être valorisée.
3. Le dirigeant doit régénérer la société et l’ État doit commander la transformation et la modernisation de la société[3].

## Développement
Le castilhisme est resté comme une force hégémonique dans le Rio Grande do Sul sans interruption entre 1893 et 1937.
Getúlio Vargas est le disciple le plus éminent et le plus fidèle de Júlio de Castilhos. L'Estado Novo peut être considéré comme la transplantation au niveau national du castilhisme.